# José Carlos Bauer
José Carlos Bauer (ur. 21 listopada 1925 w São Paulo, zm. 4 lutego 2007 w São Paulo) – brazylijski piłkarz, członek kadry narodowej w której rozegrał 29 meczów, dwukrotny uczestnik mistrzostw świata w piłce nożnej z lat 1950 (Brazylia) i 1954 (Szwajcaria). Związany był z zespołem São Paulo, z którym wywalczył sześciokrotnie tytuł mistrza kraju. Po zakończeniu kariery piłkarskiej, pracował jako trener między innymi z meksykańskim zespołem z Guadalajary, Atlasem.